# Hajka
Hajka – jezioro zaporowe na rzece Radew w woj. zachodniopomorskim, w powiecie koszalińskim, w gminach Manowo i Świeszyno, leżące na terenie Równiny Białogardzkiej.
Wody jeziora są spiętrzone na wysokość 9,1 metra, zasilając zabytkową elektrownię wodną (rok budowy 1912), wyposażoną w trzy turbiny o mocy 1,27 MW. Jezioro pełni też funkcję zbiornika wyrównawczego hydroelektrowni w Rosnowie.
Na Hajce w okresie od 1 kwietnia do 30 września obowiązuje całodobowy zakaz używania jednostek pływających o napędzie spalinowym. Zakaz nie dotyczy jednostek pływających, których użycie jest konieczne do celów bezpieczeństwa publicznego lub utrzymania jeziora.

## Dane podstawowe
- Powierzchnia: 92 ha[potrzebny przypis]
- Długość: 4,5 km[potrzebny przypis]
- Szerokość (średnia): 0,5 km[potrzebny przypis]
- Głębokość (średnia): 7 m[potrzebny przypis]

## Hydronimia
Według urzędowego spisu opracowanego przez Komisję Nazw Miejscowości i Obiektów Fizjograficznych (KNMiOF) nazwa tego jeziora to Hajka. W różnych publikacjach i na mapach topograficznych jezioro to występuje pod nazwą Jezioro Niedalińskie.